# Henrique Eduardo Alves
Henrique Eduardo Lyra Alves, né le 9 décembre 1948, est un homme d'État brésilien.
En septembre 2017, le Procureur général du Brésil l'accuse d’être mêlé à des activités illégales en échange de pots-de-vin de l'entreprise JBS.  